# James Iver McKay
Pour les articles homonymes, voir James McKay et McKay.
James Iver McKay (17 juillet 1792 - 14 septembre 1853) est un avocat et homme politique américain qui est membre de la Chambre des représentants des États-Unis pour la Caroline du Nord pendant neuf mandats, de 1831 à 1849. 

## Jeunesse et études
Il naît en 1792, près d'Elizabethtown, en Caroline du Nord. Il a suivi des études classiques, puis des études de droit. 

## Carrière
Il est nommé procureur des États-Unis pour le district de Caroline du Nord le 6 mars 1817 et siège également à l'Assemblée générale de Caroline du Nord (1815-1819, 1822, 1826 et 1830). 
Il est élu en tant que jacksonien (en) aux 22e, 23e et 24e congrès (1831-1837) et en tant que démocrate aux 25e, 26e et 30e congrès (1837-1849). Il est président de la Commission des affaires militaires (25e Congrès), de la Commission des postes et des routes postales (26e Congrès), Commission des dépenses du département de la Guerre (27e Congrès), Commission des voies et moyens (28e et 29e Congrès).
Il est également le principal promoteur du tarif Walker (en) de 1846 et le fils préféré (en) de la délégation de Caroline du Nord à la convention nationale démocrate de 1848 pour la vice-présidence. McKay présente la loi sur la monnaie de 1849 à la Chambre des représentants, qui l'adopte avec succès.

## Mort
McKay meurt à Goldsboro, en Caroline du Nord, le 14 septembre 1853. Bien qu'il soit un propriétaire d'esclaves inconditionnel, son testament contient une disposition inhabituelle selon laquelle trente à quarante de ses esclaves seront placés sous la supervision de la Société américaine de colonisation.